# Parti des pirates (Autriche)
Pour Parti pirate, voir Liste des partis pirates.
Le Parti des pirates (en allemand, Piratenpartei Österreich, abrégé en PPÖ) est un parti politique autrichien, appartenant à la mouvance internationale pirate.
Comme le parti allemand, l'intitulé du parti signifie « Parti des pirates » et non « Parti pirate ». Ce qu'atteste l'usage fait par l'Agence France-Presse,.

## Histoire

### Premier parti puis la dissolution
Le Parti pirate autrichien fut enregistré en juillet 2006 mais ne parvint pas à se présenter aux élections législatives de 2008 et aux élections européennes de 2009, faute d'obtention des signatures requises.

### Nouveau parti contesté
Le Parti pirate du Tyrol ayant décidé de son indépendance vis-à-vis du parti pirate national. De fait, ce parti est grevé d'une partie du territoire autrichien[pas clair].

## Résultats électoraux
Le parti se présente aux élections communales de 2010 sur la ville de Bregenz et obtient 1,62 % sans avoir de conseillers communaux élus néanmoins.